# Джон Болтън
Джон Робърт Болтън (на английски: John Robert Bolton) е американски политик и дипломат.
Служи в няколко републикански администрации, като в при президента Джордж У. Буш заема длъжността заместник държавен секретар по контрол над въоръженията и международна сигурност (2001 – 2005).
Буш назначава Болтън за посланик на САЩ в Организацията на обединените нации през август 2005 г. по време на лятната ваканция на американския Сенат, тъй като номинацията му среща сериозна съпротива там. Оттегля се от поста през декември 2006 г., когато изтича срокът на назначението му. Негов наследник на поста е Залмей Кхалилзад.
Болтън е настоящ или бивш член или сътрудник на консервативни мозъчни тръстове и организации като Проекта за новия американски век, Американския предприемачески институт, Еврейския институт за въпроси на националната сигурност, Съвета за международни отношения и др.
Джон Болтън, посланик на САЩ в ООН от 2005 до 2006 година заявява: „Считам, че ние (САЩ, б.р.) имаме право да се защитаваме с всички средстава, включително със смяна на правителства в други държави, ако това е необходимо.“ Заявлението е в отговор на въпроса: „Могат ли САЩ да свалят демократично избрано правителство на друга държава, ако то води политика, неустройваща САЩ?“
От април 2018 г. до септември 2019 г. е съветник по националната сигурност на президента на САЩ Доналд Тръмп.